# Washington Wizards 2007-2008
La stagione 2007-08 dei Washington Wizards fu la 47ª nella NBA per la franchigia.
I Washington Wizards arrivarono secondi nella Southeast Division della Eastern Conference con un record di 43-39. Nei play-off persero al primo turno con i Cleveland Cavaliers (4-2).

## Roster
| N° | Naz.                   | Ruolo | Sportivo          | Anno | Alt. | Peso |
| -- | ---------------------- | ----- | ----------------- | ---- | ---- | ---- |
| 0  | Stati Uniti (bandiera) | G     | Gilbert Arenas    | 1982 | 191  | 87   |
| 1  | Stati Uniti (bandiera) | G     | Nick Young        | 1985 | 198  | 91   |
| 2  | Stati Uniti (bandiera) | G     | DeShawn Stevenson | 1981 | 196  | 95   |
| 3  | Stati Uniti (bandiera) | G     | Caron Butler      | 1980 | 201  | 98   |
| 4  | Stati Uniti (bandiera) | A     | Antawn Jamison    | 1976 | 203  | 101  |
| 5  | Stati Uniti (bandiera) | A     | Dominic McGuire   | 1985 | 206  | 100  |
| 6  | Stati Uniti (bandiera) | G     | Antonio Daniels   | 1975 | 193  | 88   |
| 8  | Stati Uniti (bandiera) | G     | Roger Mason       | 1980 | 196  | 91   |
| 9  | Lituania (bandiera)    | A     | Darius Songaila   | 1978 | 206  | 112  |
| 14 | Ucraina (bandiera)     | C     | Oleksij Pečerov   | 1985 | 213  | 106  |
| 29 | Stati Uniti (bandiera) | G     | Mike Wilks        | 1979 | 178  | 84   |
| 32 | Stati Uniti (bandiera) | A     | Andray Blatche    | 1986 | 211  | 107  |
| 33 | Stati Uniti (bandiera) | C     | Brendan Haywood   | 1979 | 213  | 122  |

## Staff tecnico
- Allenatore: Eddie Jordan
- Vice-allenatori: Mike O'Koren, Phil Hubbard, Wes Unseld jr., Randy Ayers
- Preparatore fisico: Drew Cleary
- Preparatore atletico: Eric Waters
- Assistente preparatore: Ernest Eugene